# Planet Group arena

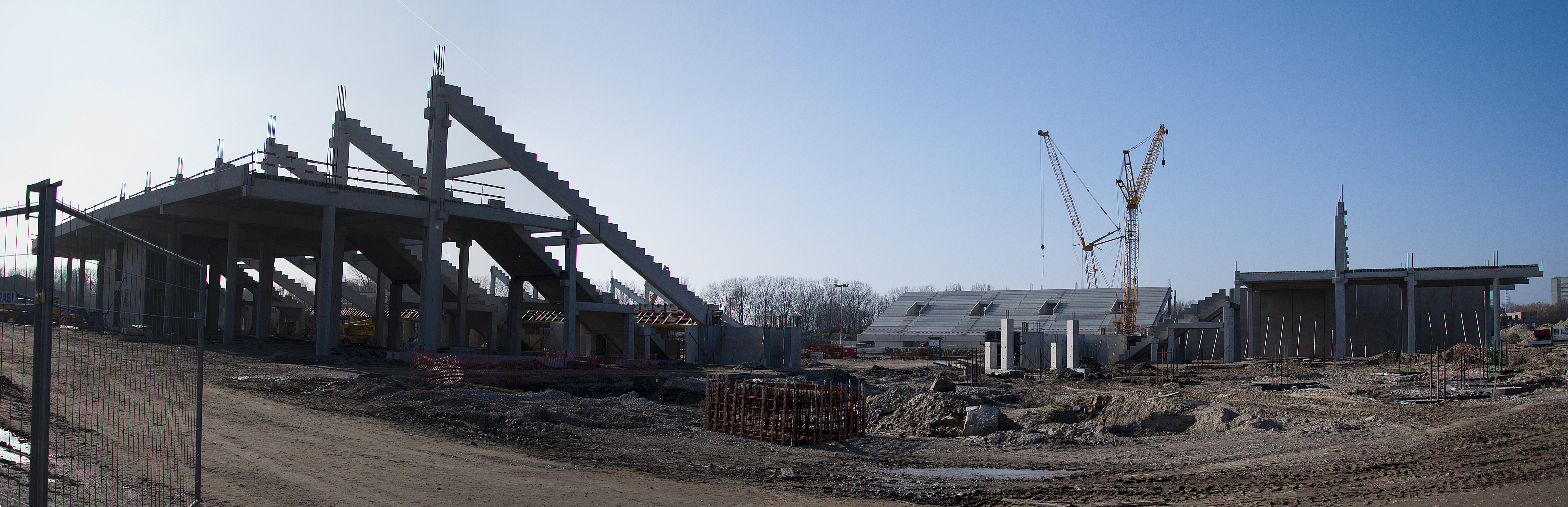
De toenmalige Ghelamco-Arena in opbouw op 15 maart 2012

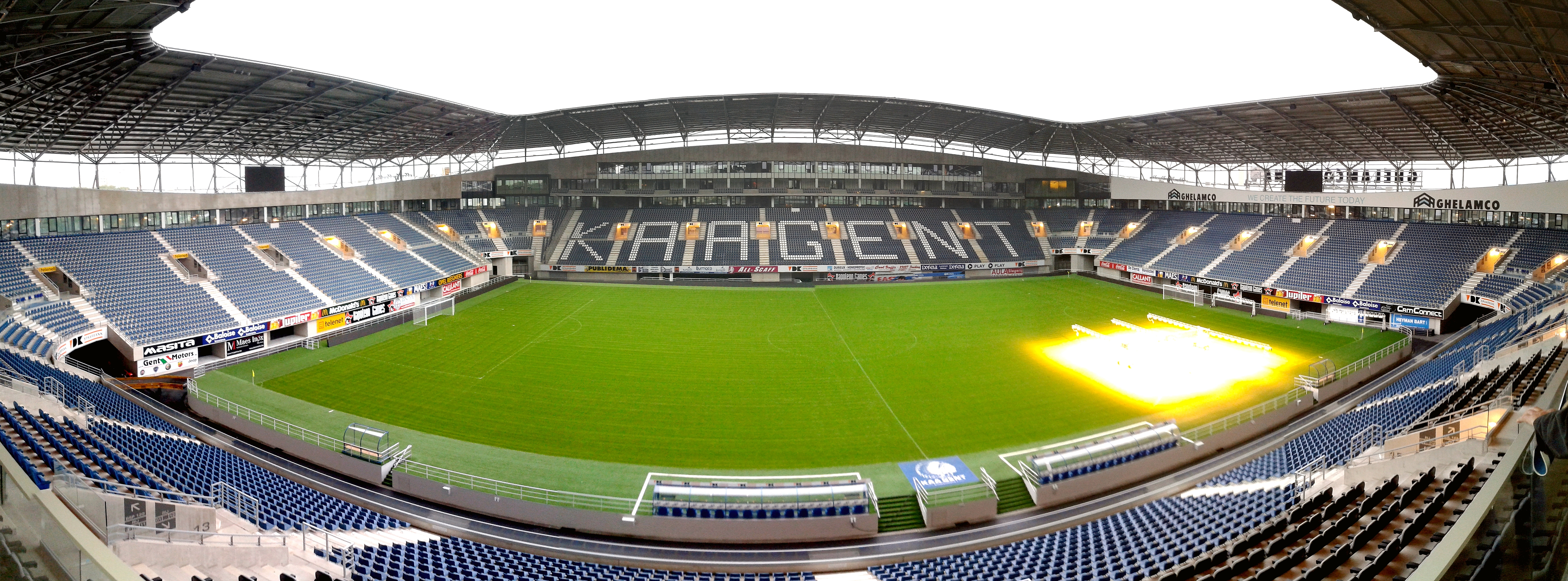
Planet Group arena panorama binnen

De Planet Group Arena, voorheen Ghelamco Arena, ook vaak Arteveldestadion genoemd, is het huidig stadion van de Belgische voetbalclub KAA Gent, de grootste club uit de stad Gent. Het stadion werd op 17 juli 2013 geopend met een wedstrijd tegen het Duitse VfB Stuttgart.

## Geschiedenis

### Voortraject
Toen Ivan De Witte in 1998 aantrad als voorzitter van KAA Gent was een van zijn doelstellingen om een nieuw stadion te bouwen. Op 12 mei 2003 kondigde toenmalige schepen Daniël Termont aan dat vanaf het seizoen 2006/07 de nieuwe thuishaven van KAA Gent zich zou situeren op de site van de Groothandelsmarkt, nabij de R4 en de Ringvaart en vlak bij de snelwegen E17 en E40. Het stadion moest helpen in de verdere groei van de club.
Op 28 november 2005 werd de erfpachtovereenkomst tussen de stad Gent en de cvba Arteveldestadion getekend. Het autonoom gemeentebedrijf "AG Stadsontwikkelingsbedrijf Gent", kortweg AG SOB, een dochteronderneming van de stad Gent, werd in de plannen betrokken. Nadat er eerder sprake was van ingebruikname van het nieuwe stadion in de loop van 2006 of 2007, werd begin juni 2006 gemeld dat de opening voor de winterstop van het seizoen 2007/08 zou zijn.
Tegen 2007 was de gewezen groothandelsmarkt gesloopt en waren de terreinen vrij, maar de bouw van het stadion bleef vooralsnog uit. Het nabijgelegen ziekenhuis UZ Gent vreesde namelijk voor geluidshinder en mobiliteitsproblemen. Tussen de Vlaamse overheid en de stad Gent ontstond een conflict in verband met het milieueffectenrapport.
Op 28 juli 2007 werd het milieueffectenrapport uiteindelijk toch goedgekeurd. Clubmanager Michel Louwagie kondigde op 12 augustus 2007 in het VRT-programma Studio 1 aan dat met de bouw van het stadion zou gestart worden in januari 2008. KAA Gent zou dan vanaf de zomer van 2009 in het stadion zijn thuisbasis hebben.
Op een persconferentie eind oktober 2007 werden de definitieve plannen uit de doeken gedaan. Het stadion veranderde lichtjes van uitzicht (zo werd de glazen gevel vervangen door een metalen gaas) en er werd meegedeeld dat de bouwaanvraag werd ingediend.

### Bouw
Begin januari 2008 werd dan eindelijk na lang wachten de bouwvergunning afgeleverd. In september 2008 werd begonnen met de voorbereidingen van de bouw en op 18 september 2008 volgde de officiële eerstesteenlegging door Gents Burgemeester Daniël Termont en KAA Gent-voorzitter Ivan De Witte. In 2009 doken problemen rond de financiering op, even overwoog men de bouw van een afgeslankt complex.
Op 6 juni 2010 publiceerde de stad Gent volgende tekst op haar website: De Stad Gent, het AG Stadsontwikkelingsbedrijf, voetbalclub KAA Gent, nv Buffalo en Ghelamco Group cva zijn tot een definitief akkoord gekomen over de bouw en exploitatie van het Arteveldestadion. Na de goedkeuring van de aangepaste erfpachtovereenkomsten in de gemeenteraad, voorzien op maandag 6 september 2010, zullen de bouwwerken meteen starten. De werken zouden klaar zijn eind juni 2012, zodat KAA Gent het seizoen 2012-2013 in het nieuwe stadion zou kunnen starten. Toch gaf toenmalig Schepen van Sport, Christophe Peeters, op 19 december 2011 toe dat enkel de ruwbouw tegen halverwege 2012 afgewerkt zou zijn. De datum voor exploitatie werd verschoven naar eind 2012. Reden van de vertraging waren onder meer verschillende rechtszaken. Door een oud contract wou de vroegere aannemer (Besix) een fikse schadevergoeding bedingen, maar daar wou mede-investeerder en bouwmaatschappij Ghelamco niets van weten.
Tijdens de nieuwjaarsreceptie van 2012 meldde voorzitter Ivan De Witte dat KAA Gent in principe vanaf juli 2013 in het nieuwe stadion kan spelen. De club legde die datum contractueel vast met vastgoedbedrijf Ghelamco. De opleverdatum werd dus nogmaals met een half jaar verschoven. Zowel in 2012 als in 2013 vlotten de werken aan het stadion echter wel zienderogen. In januari 2013 werden de eerste dakconstructies op de tribunes geplaatst en in februari kwam een extra delegatie werkkrachten aan om de gigantische glazen façade van het nieuwe stadion in elkaar te zetten.
Op 31 mei 2013 werd bekendgemaakt dat het stadion Ghelamco Arena zou gaan heten, verwijzend naar de ontwikkelaar van het bouwproject. De naam Arteveldestadion was geen officiële benaming en was enkel de projectnaam. Er bevindt zich immers wel een officieel Arteveldestadion, in de naburige gemeente Evergem.

### Gebruik
Het nieuwe stadion werd op 17 juli 2013 ingehuldigd met een galawedstrijd tegen het Duitse VfB Stuttgart, die door KAA Gent met 2-0 werd gewonnen dankzij doelpunten van Ervin Zukanović en Renato Neto. Een halve maand later, op 4 augustus 2013, wonnen de Buffalo's ook hun eerste officiële thuiswedstrijd in de Jupiler Pro League (2-1 tegen KV Mechelen). Ilombe Mboyo scoorde in zijn laatste match voor Gent het eerste officiële Gentse doelpunt in de Ghelamco Arena.
Op 21 mei 2015 won Gent zijn eerste titel in de Belgische competitie, en dat in zijn tweede seizoen in de Ghelamco Arena. Het won de beslissende wedstrijd van Standard met 2-0, na doelpunten van Sven Kums en Renato Neto. Dit zorgde, op 1 speeldag van het einde, voor een voorsprong van 5 punten op dichtste achtervolger Club Brugge, waardoor Gent niet meer bijgehaald kon worden.
Op 30 juni 2023 liep het contract af met Ghelamco voor de naamrechten van het stadion. Vanaf het seizoen 2023-24 veranderde de naam in KAA Gent Arena, in afwachting van een nieuwe naamsponsor. Op 2 april 2024 werd bekend dat het stadion voortaan Planet Group Arena zal heten, nadat clubeigenaar Sam Baro ook de naamrechten van het stadion kocht.
Omdat de UEFA geen commerciële benamingen van stadions toestaat, zal "KAA Gent Arena" wel de officiële benaming blijven wanneer KAA Gent Europese wedstrijden speelt in de Champions League, Europa League of Conference League.

## Details

### Ecostadion
Het dak van het stadion zou voorzien worden van 13.000 m² (of twee voetbalvelden) fotovoltaïsche zonnepanelen maar deze zijn er niet gekomen. De verlichting van het speelveld werd voorzien aan de onderzijde van de luifel, om zo onnodig lichtverlies en -vervuiling te vermijden. Hiermee werd de Ghelamco Arena meteen het eerste ecostadion in de Benelux.

### Kantoren
Projectontwikkelaar Ghelamco ontwikkelde naast het stadion ook 14.000 m² kantoren in het voetbalstadion en 30.000 m² kantoren in twee kantoortorens, de Blue Towers. De kantoren in de Planet Group arena werden te koop aangeboden en bevinden zich op de verdiepingen boven de tribunes aan een kant van het stadion. Aan de andere kant kwamen skyboxen en persruimtes.

### Mobiliteit
Vlak bij het stadion werd een parkeerterrein met plaats voor 1.500 wagens gebouwd. De andere parkeerplaatsen zijn aan Flanders Expo (3.000), aan de Blaarmeersen (750) en in Gentbrugge (250). Pendelbussen brengen de supporters naar het stadion.
Tramlijn 4 werd in 2016 verlengd naar het UZ Gent; deze lijn wordt mogelijk later nog doorgetrokken naar de Ghelamco Arena.

### Ontspanning
Onder de tribunes is er een rondgang met bars, een restaurant en kleine toonzaaltjes. Die zijn het hele jaar toegankelijk. Verder is er een fitnesszaak die privé wordt uitgebaat. Ook is er een vestiging van supermarktketen Albert Heijn op het gelijkvloers.

## Prijzen
In januari 2014 won de Ghelamco Arena in New York de interieurprijs in de categorie Sport van het designvakblad Contract Design Magazine. In februari 2014 won ze de prijs van Stadion van het jaar, een wedstrijd georganiseerd door de Poolse website stadiumdb.com.

## Fotogalerij

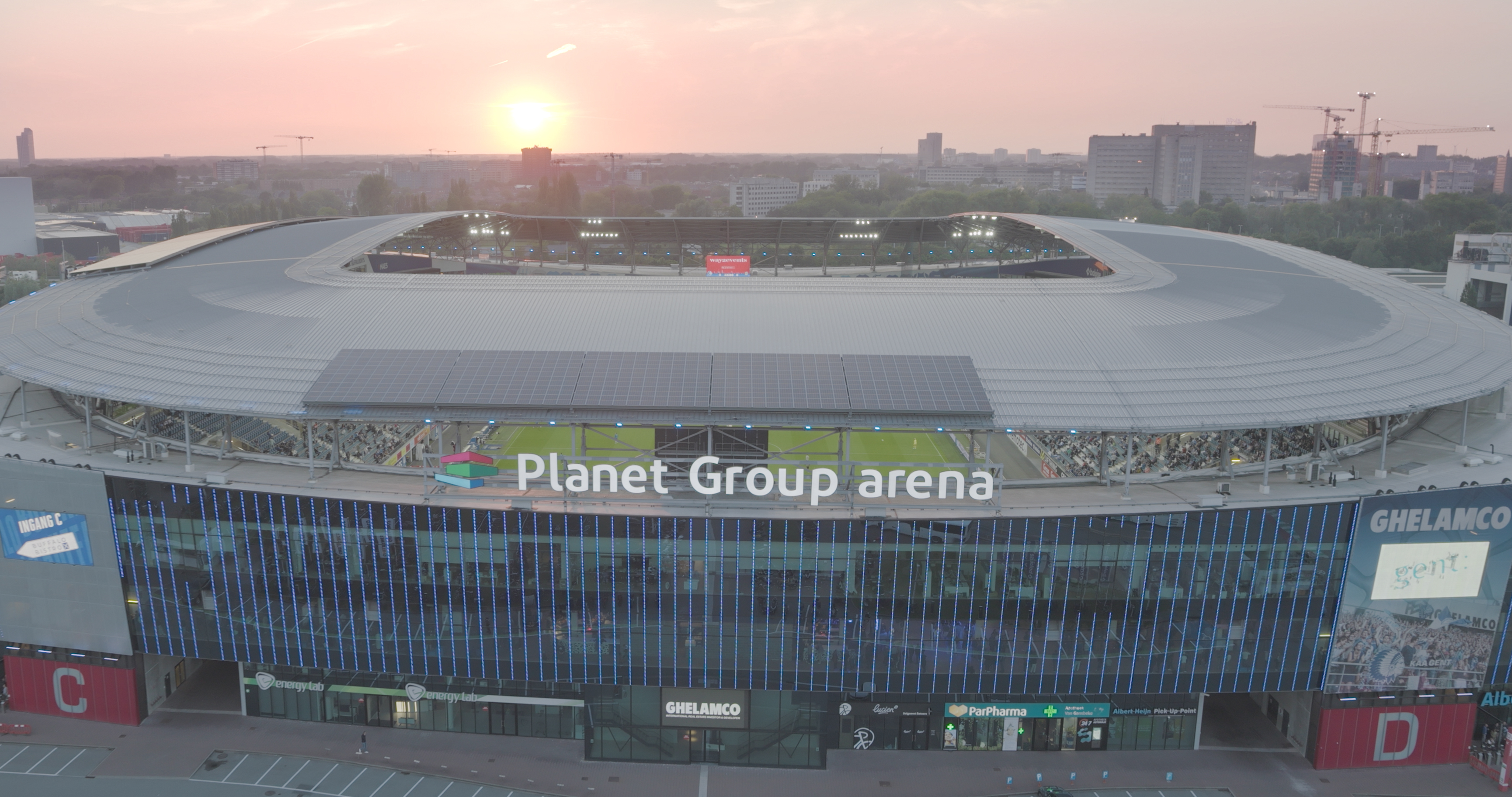
Planet Group arena bij zonsondergang
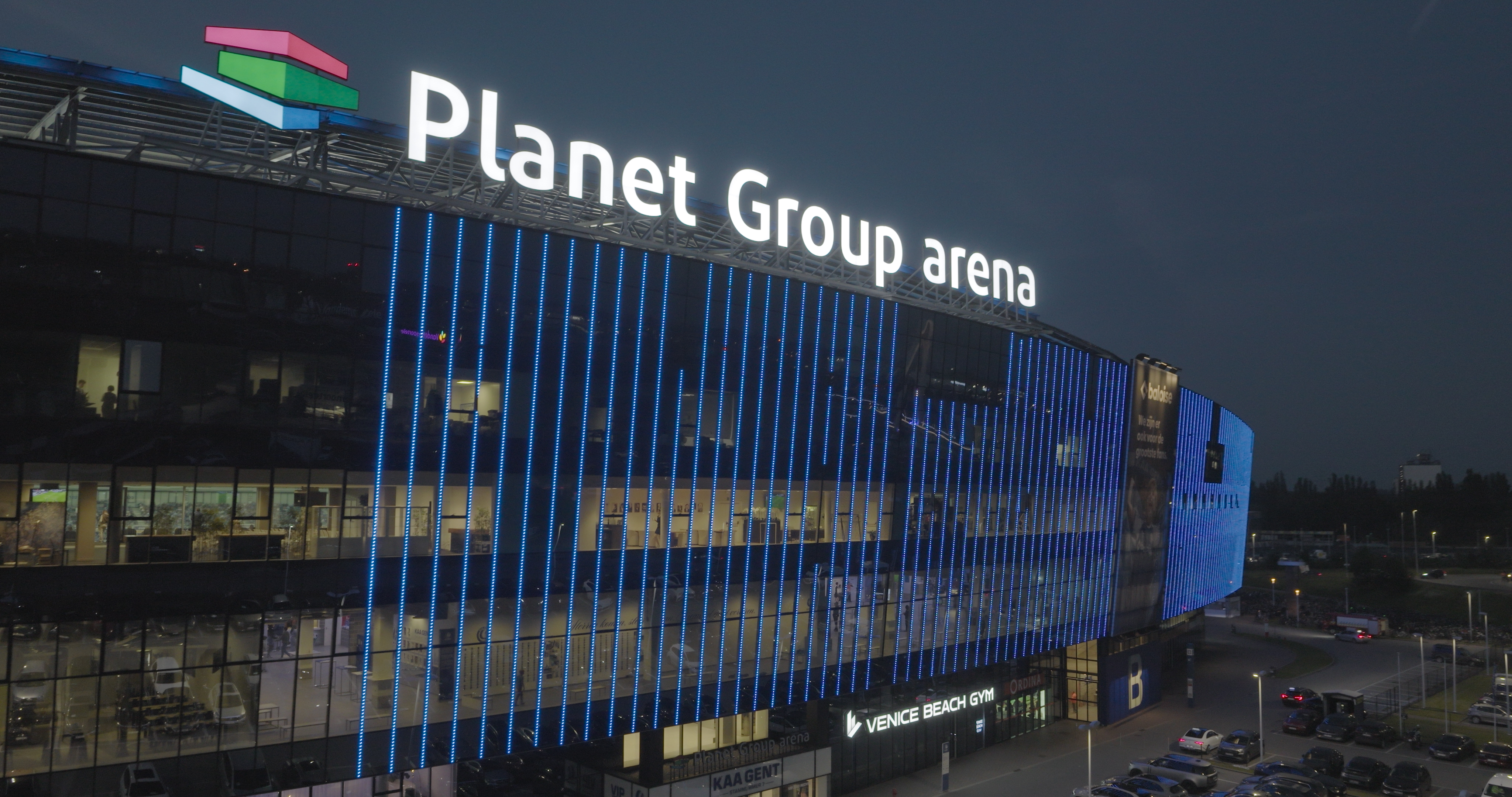
Avondzicht op de Planet Group arena
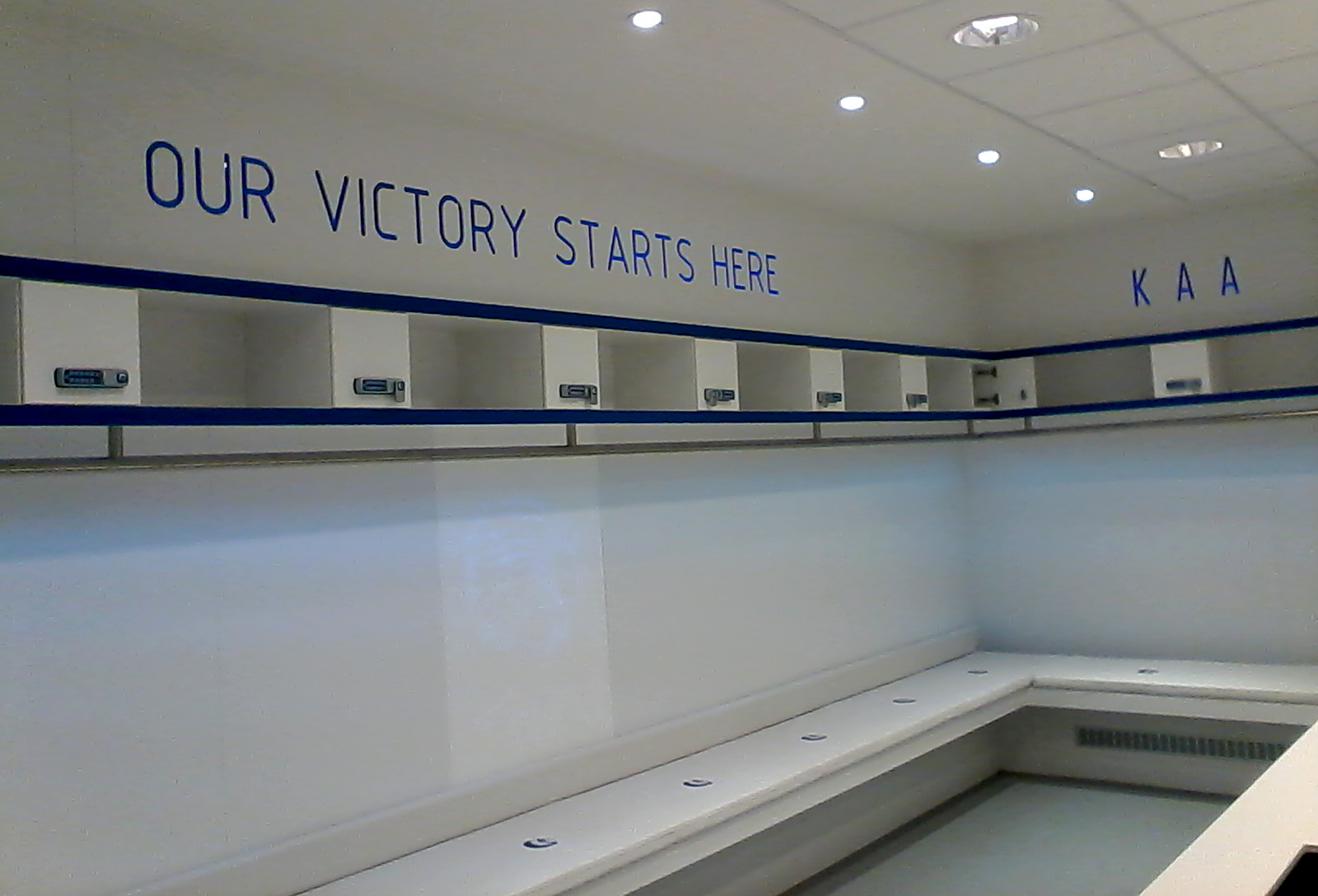
Kleedkamer spelers
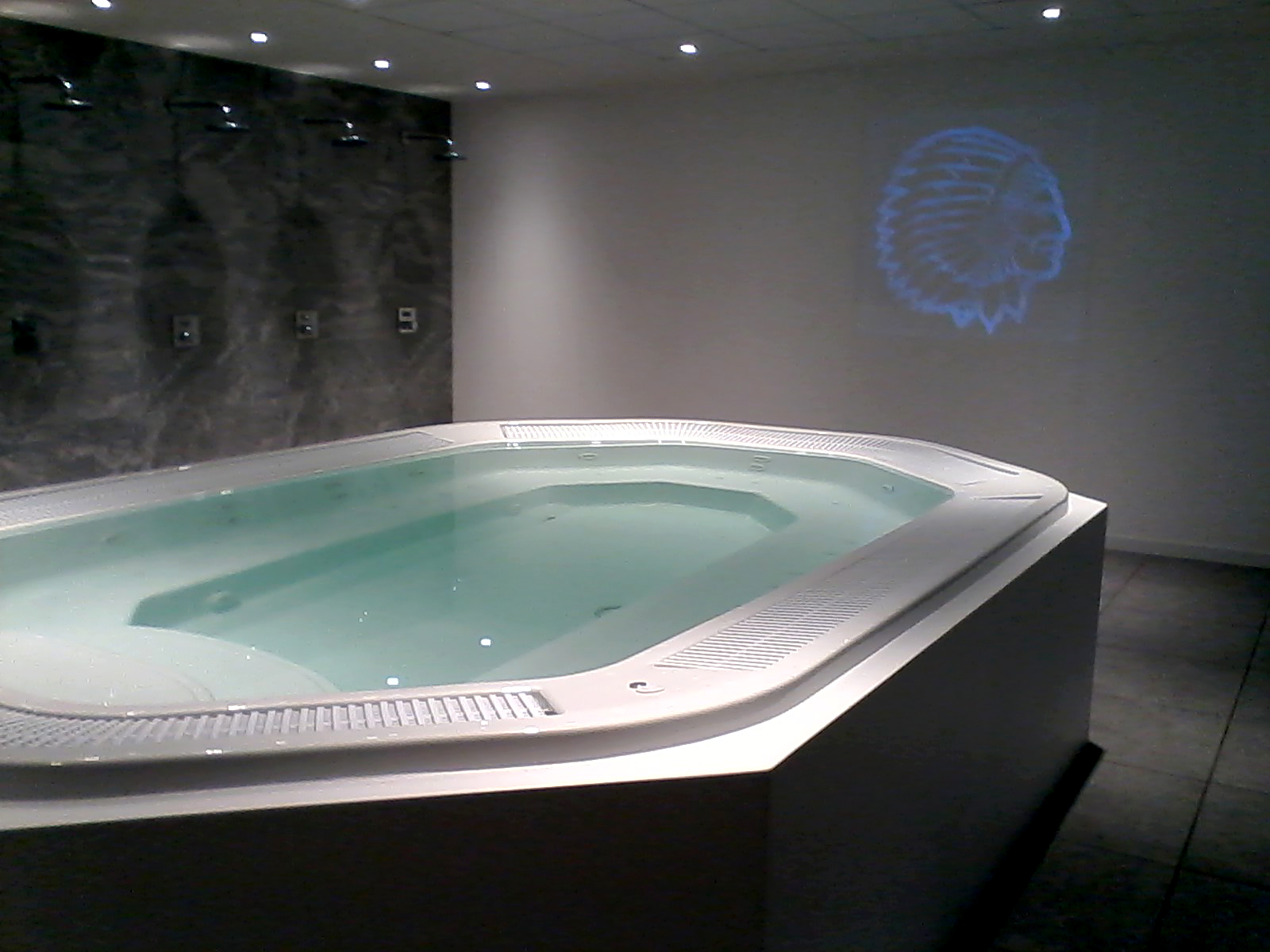
Spelersbad
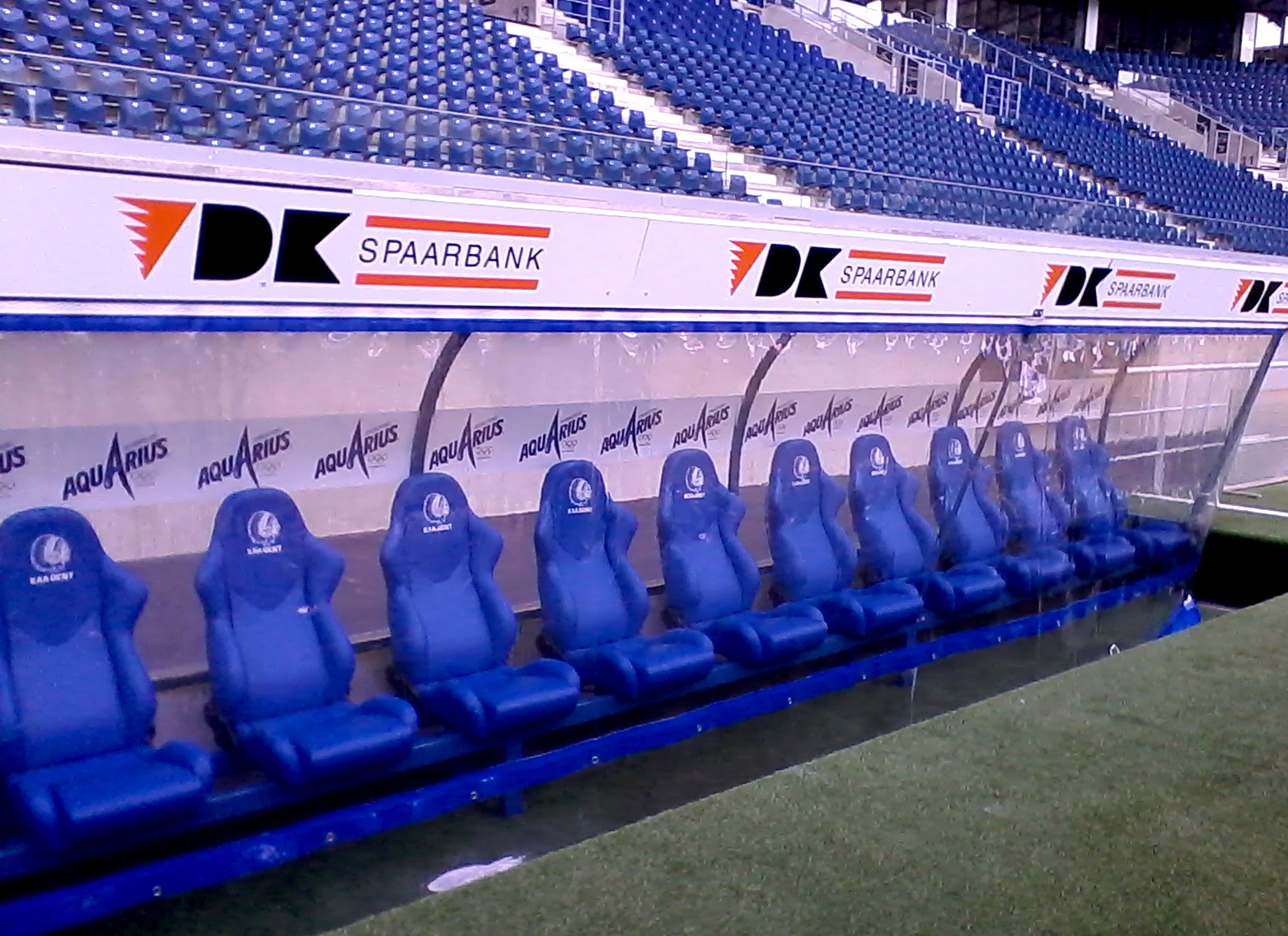
Dug-out
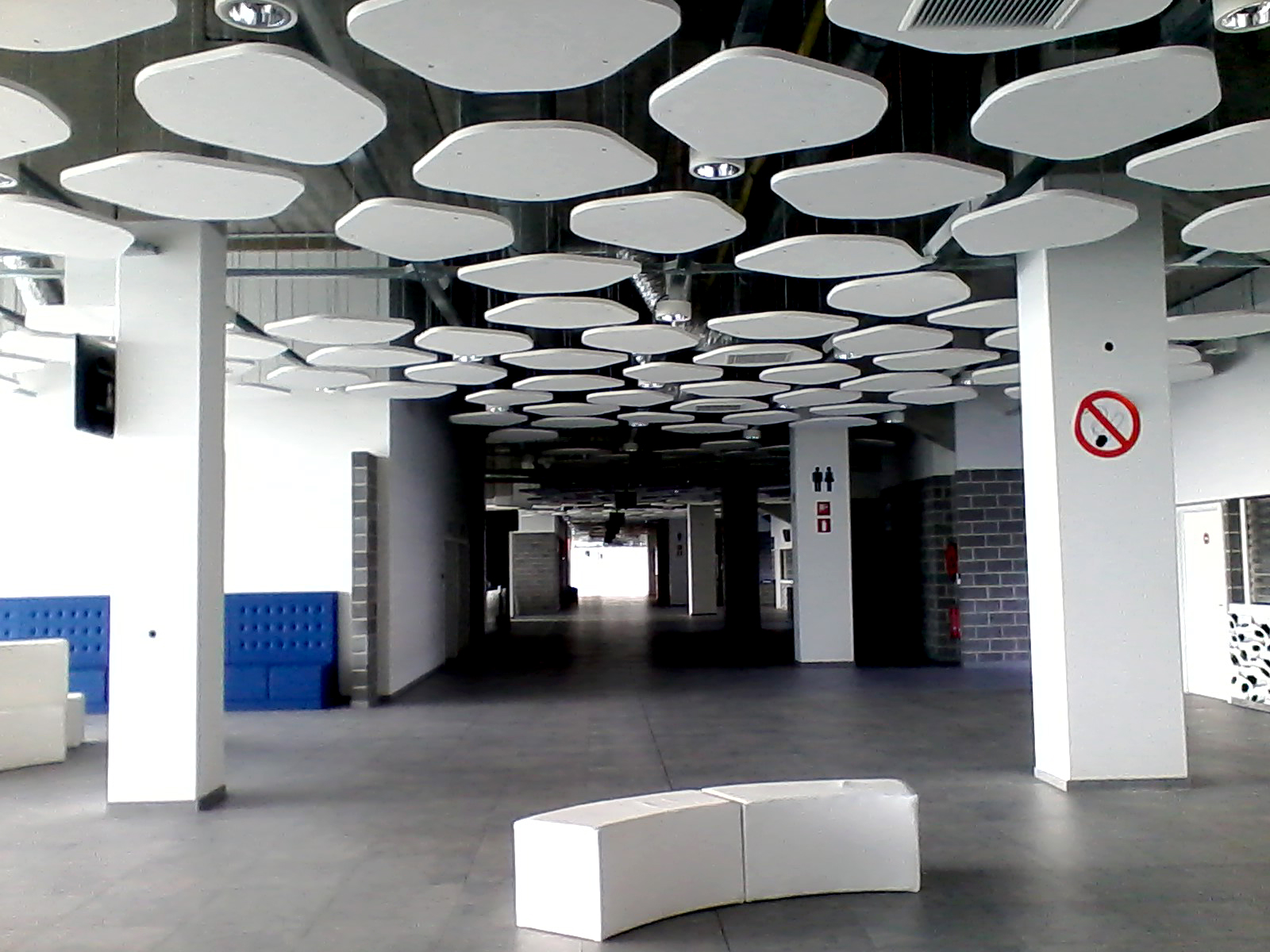
Interieur
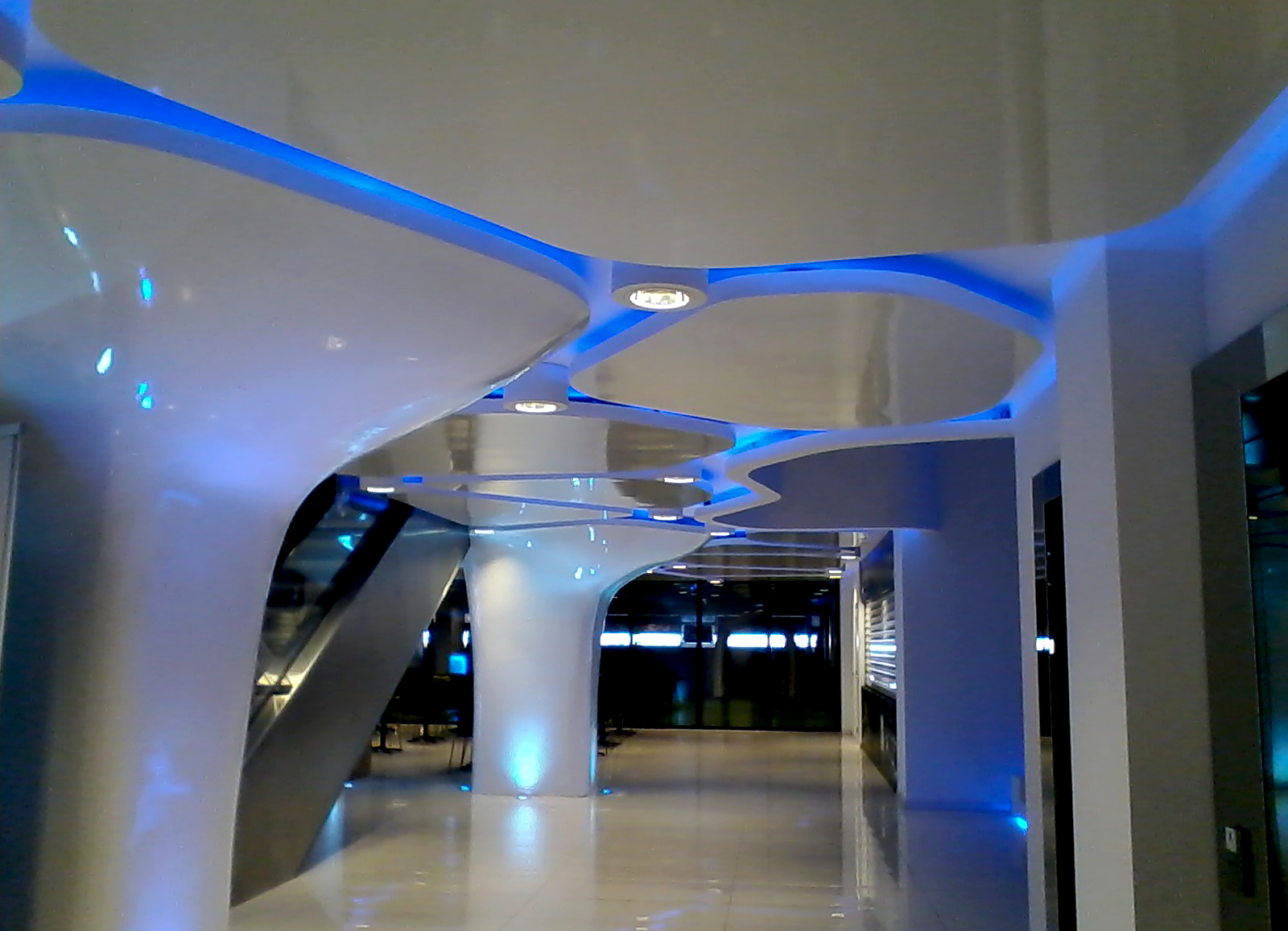
Interieur hoofdingang
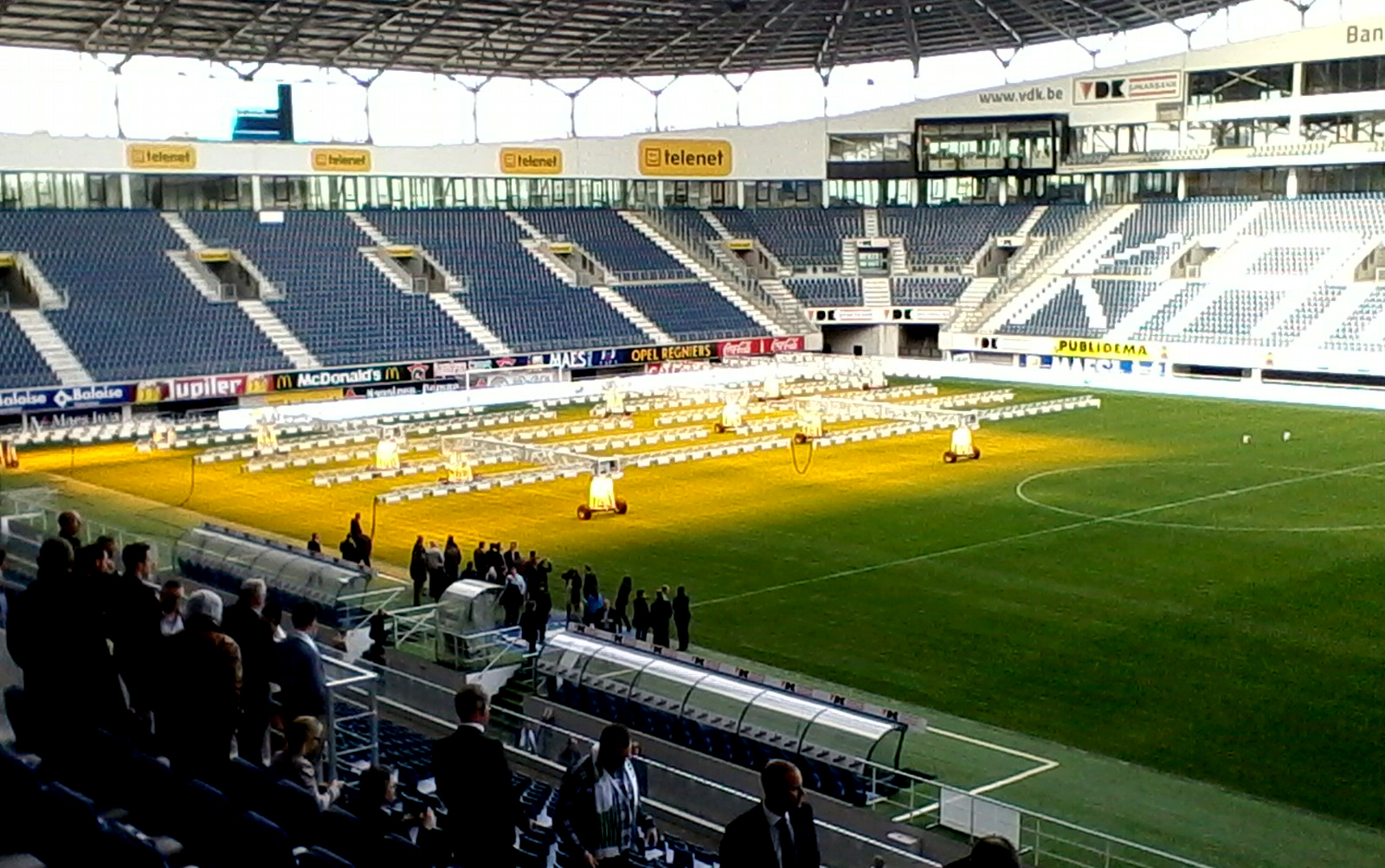
Tribune 4
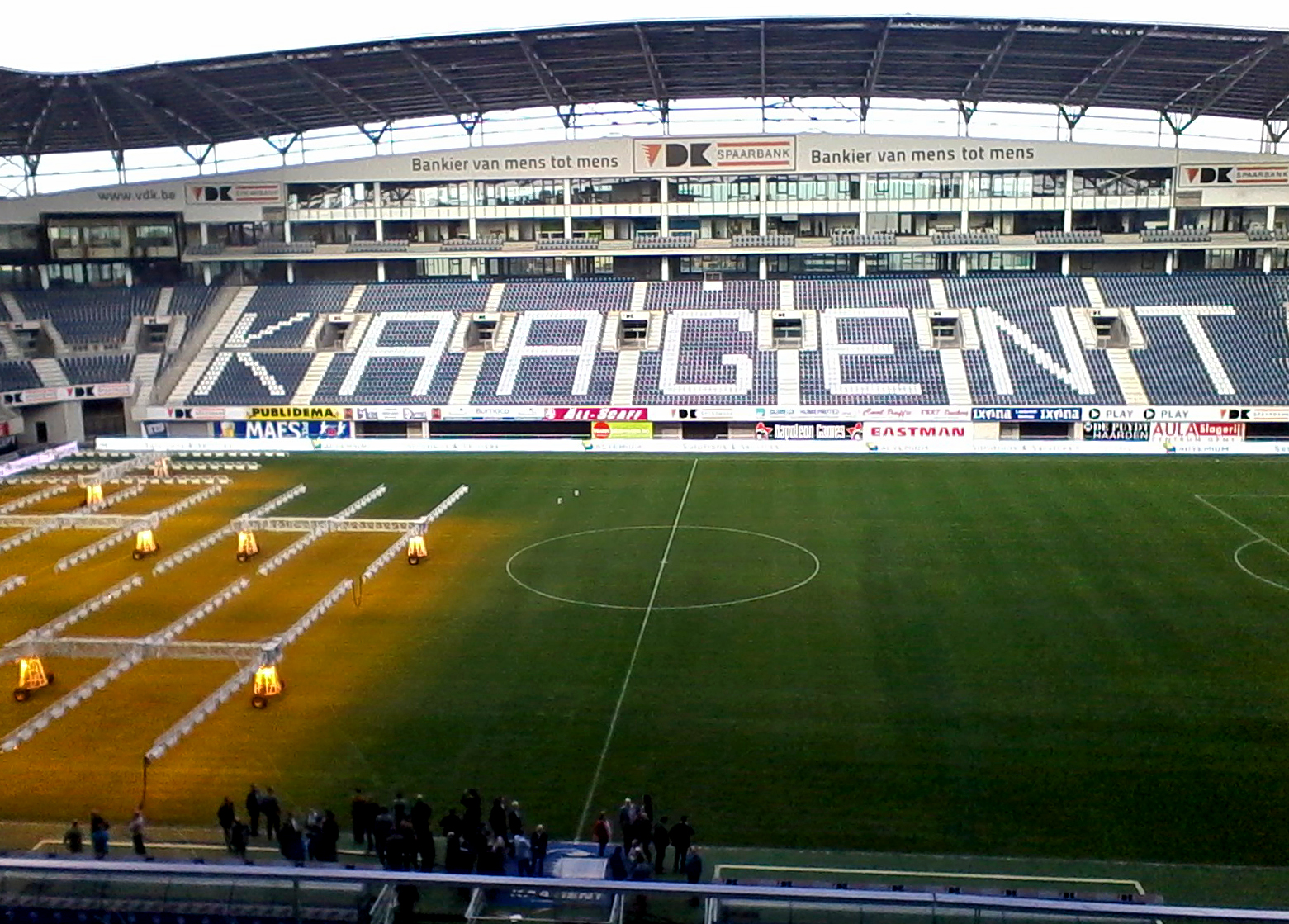
Tribune 3